# روزالیند هالستید
روزالیند هالستید (انگلیسی: Rosalind Halstead؛ زادهٔ ۱۸ ژوئیهٔ ۱۹۸۴) یک هنرپیشه و رقصنده است.